# Acroneuria kosztarabi
Acroneuria kosztarabi és una espècie d'insecte plecòpter pertanyent a la família dels pèrlids.

## Distribució geogràfica
Es troba a Nord-amèrica: Virgínia i Kentucky (els Estats Units).

## Estat de conservació
El seu principal problema és el pasturatge intensiu del bestiar boví a les àrees on viu.